# Città di Bari
Il Città di Bari è stato un incrociatore ausiliario della Regia Marina, già motonave passeggeri italiana.

## Caratteristiche
Costruita nel 1928 nello Stabilimento Tecnico Triestino insieme alle gemelle Rodi, Egeo ed Egitto, la Città di Bari era originariamente una motonave passeggeri da 3220 (per altre fonti 3339) tonnellate di stazza lorda e 1883 tonnellate di stazza netta. 

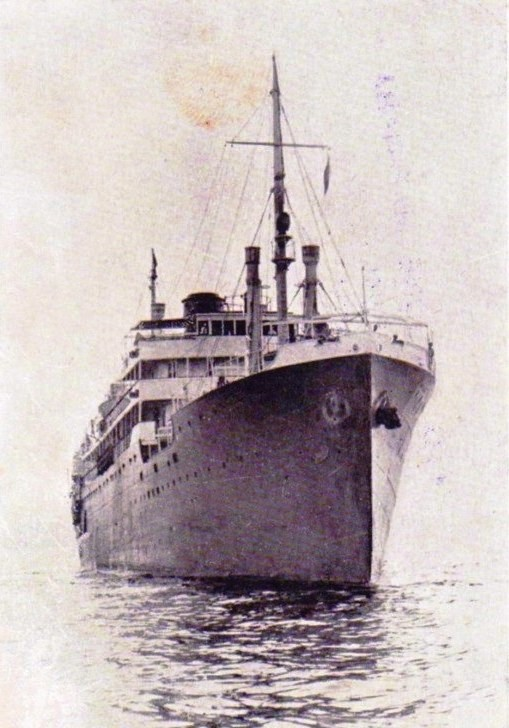
Un’altra immagine della Città di Bari in servizio civile.

Cinque stive della capienza di 4153 metri cubi permettevano una portata lorda di 2450 tonnellate, mentre nelle cabine potevano trovare posto in tutto 89 passeggeri. Un singolo motore diesel, prodotto dalla FIAT, imprimeva la potenza di 4000 hp ad un'elica, permettendo la discreta velocità (per un mercantile) di 14,5 nodi.

## Storia
Iscritta con matricola 41 al Compartimento marittimo di Bari, la nave apparteneva inizialmente alla Puglia Società anonima di navigazione a vapore (con sede a Bari), che il 4 aprile 1932 confluì, insieme ad alcune altre compagnie di navigazione adriatiche, nella Compagnia Adriatica di Navigazione, con sede a Venezia. La società avrebbe poi definitivamente cambiato nome, il 1º gennaio 1937, in Adriatica Società Anonima di Navigazione.
Nei primi anni trenta si progettò di trasformare, in caso di guerra, Città di Bari, Egeo ed Egitto in portaerei di scorta, progetto che rimase comunque lettera morta.
Per conto dell'Adriatica la Città di Bari venne utilizzata sulla linea numero 54, che collegava il Tirreno al Pireo e ad Istanbul. Un'altra rotta percorsa dalla motonave fu la Brindisi-Pireo-Rodi-Alessandria.
Come molte altre unità costruite per società statali, la nave era stata progettata per poter essere convertita, all'occorrenza, in incrociatore ausiliario. Essa rispondeva alle caratteristiche prescritte per tale impiego: tonnellaggio contenuto ma comunque sufficiente da consentire la navigazione d'altura senza problemi, velocità intorno ai 15 nodi e possibilità di essere impiegato in missioni veloci di trasporto.
Per tali ragioni il 15 giugno 1940, pochi giorni dopo l'ingresso dell'Italia nella seconda guerra mondiale, la Città di Bari venne requisita dalla Regia Marina e, quattro giorni dopo, venne iscritta nel ruolo del naviglio ausiliario dello Stato come incrociatore ausiliario, venendo armata con due cannoni da 120/45 mm e quattro mitragliere da 20/65 mm. Analoga sorte ebbero Egeo ed Egitto, mentre la Rodi, sorpresa dalla dichiarazione di guerra a Malta, venne immediatamente catturata. Gli incrociatori ausiliari venivano solitamente impiegati in missioni di scorta a convogli di minore importanza sulle rotte meno insidiate, nonché di trasporto truppe e materiali.

### Attacco britannico
Alle 5.30 del 27 luglio 1940, nell'ambito dell'operazione «Trasporto Veloce Lento», il Città di Bari lasciò Napoli per Tripoli, impiegato come trasporto, in convoglio con i piroscafi Maria Eugenia e Gloriastella e le motonavi Mauly, Bainsizza, Col di Lana e Francesco Barbaro, con la scorta delle torpediniere Procione, Orsa, Orione e Pegaso e dei cacciatorpediniere Maestrale, Grecale, Libeccio e Scirocco, oltre a navi maggiori in appoggio a distanza.

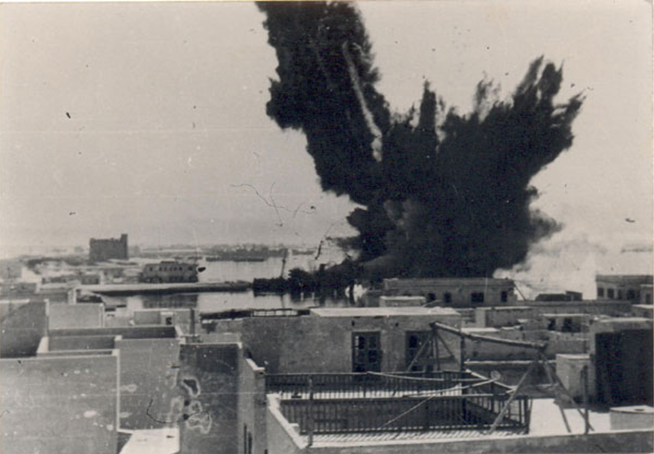
L'esplosione del Città di Bari

Verso le due del pomeriggio del 30 luglio il convoglio venne infruttuosamente attaccato dal sommergibile britannico Oswald, che lanciò i suoi siluri, una ventina di miglia a sud di Capo dell'Armi, contro il Grecale, che riuscì ad evitarli. Il convoglio giunse poi a Tripoli alle 9.45 del 1º agosto.

### Sabotaggio del Birmania e esplosione nel porto di Tripoli

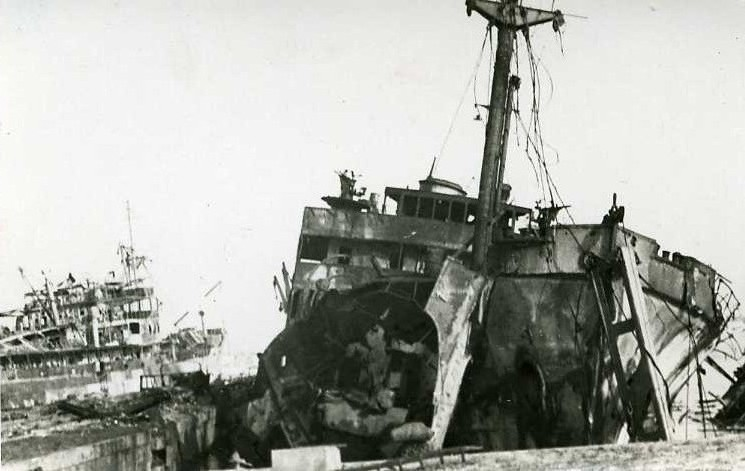
Il relitto dilaniato del Città di Bari nel porto di Tripoli.

Nella mattina del 3 maggio 1941 il Città di Bari (comandante civile capitano Carlo Oberti) stava caricando munizioni nel porto di Tripoli, attraccato sul lato opposto della stessa banchina (il pontile «24 gennaio») alla quale era ormeggiata la motonave da carico Birmania, che stava invece scaricando munizioni.

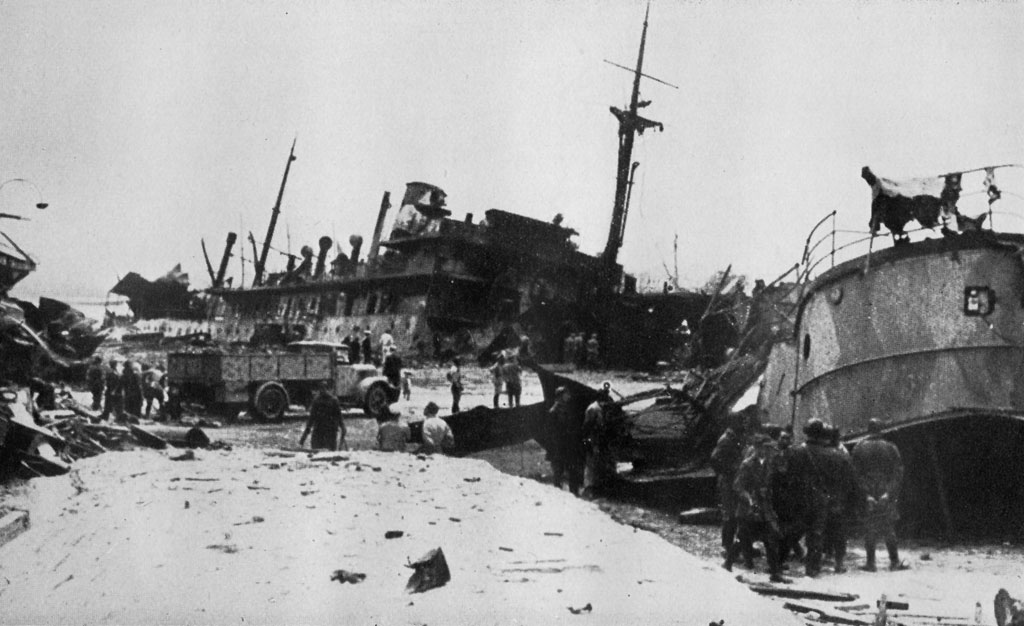
Il relitto del Città di Bari fotografato dopo l'occupazione britannica, nel gennaio 1943

Alle 10.10, nella stiva poppiera della Birmania, si verificò una detonazione successivamente attribuita a sabotaggio: essa provocò lo scoppio dell'intero carico dell'unità, che distrusse la poppa della nave ed investì il Città di Bari, causando l'esplosione anche del suo carico di munizioni.

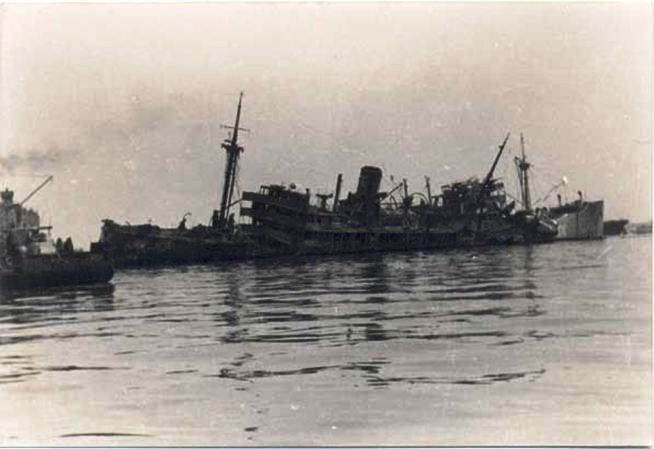
Un'altra immagine dei resti della nave poco tempo dopo l'esplosione. Dietro la poppa, a destra, è visibile la prua della Birmania.

 Devastato dagli scoppi (soprattutto nella zona poppiera, che, come quella della Birmania, saltò in aria) e divorato dalle fiamme, l'incrociatore ausiliario affondò all'ormeggio circa venti minuti più tardi, restando comunque emergente, sbandato sul lato sinistro.
Morirono nella sciagura cinque membri dell'equipaggio civile del Città di Bari (i marinai Leonardo Di Terlizzi e Michele Bellomo, il giovanotto di prima Leonardo Caprifoglio, il giovanotto di seconda Donato Capriati e l'operaio Luigi Minetti), mentre rimasero feriti tre membri dell'equipaggio militare. Molte altre vittime, probabilmente decine, si ebbero tra i portuali addetti alle operazioni di scarico, tra gli uomini della Birmania e tra la popolazione di Tripoli.
Il relitto dilaniato del Città di Bari, abbandonato come irreparabile nel porto di Tripoli, venne recuperato dagli inglesi dopo l'occupazione della città (gennaio 1943) e demolito.